# (13559) Werth
(13559) Werth (1992 RD1) – planetoida z grupy pasa głównego asteroid okrążająca Słońce w ciągu 5,19 lat w średniej odległości 3 j.a. Odkryta 4 września 1992 roku.